# Don't Go Away
Don't Go Away è una canzone della band inglese Oasis inserita nel terzo album in studio del gruppo, Be Here Now, pubblicato nel settembre 1997. 
Scritta dal chitarrista Noel Gallagher, la canzone è stata pubblicata come singolo solo per il Giappone il 13 maggio 1998, arrivando alla posizione numero 48 in classifica Oricon, e come singolo promozionale negli Stati Uniti d'America e in Canada. Negli Stati Uniti si è piazzata alla quinta posizione della Billboard Hot Modern Rock Tracks Charts nel tardo 1997, risultando l'ultima hit di grande successo del gruppo negli USA fino a The Shock of the Lightning del 2008.

## Descrizione
Il testo della canzone parla della perdita di una persona molto cara. Noel lo scrisse, infatti, mentre la madre Peggy si trovava in ospedale con sospetto cancro, poi fortunatamente smentito. Questa brutta esperienza diede a Noel l'idea di scrivere qualcosa di "abbastanza desolante", sostenuto all'epoca anche dal chitarrista Paul Arthurs, a cui era da poco morta la madre. Il verso "Cold and Frosty Morning" pare sia stato preso dalla canzone Dead End Street dei Kinks.
Liam Gallagher ha affermato di essersi commosso e di aver pianto durante la registrazione del brano, pensando a quello che aveva dovuto passare la madre in ospedale. In un'intervista del 1997, infatti, disse:

## Genesi
Il brano fu composto già nel 1993, quando gli Oasis registrarono alcune canzoni negli studi di Liverpool dei Real People. Si tratta di uno dei brani scritti da Noel in collaborazione con i fratelli Griffiths, insieme a Columbia, Rock 'n' Roll Star, Rockin' Chair e altri.
In un'intervista rilasciata nel settembre 1997 alla rivista Q per promuovere Be Here Now, Noel Gallagher ebbe a dire a proposito della canzone:

## Video
Nel video musicale di Don't Go Away si vede Liam Gallagher cantare affacciato ad una finestra. Il video, in realtà, inizia con lo stesso Gallagher che osserva da seduto un quadro con una donna che cammina con in mano una borsa. Nel video compaiono anche gli altri membri del gruppo, anche se, come già detto, il protagonista indiscusso è Liam.

## Copertina
La copertina del singolo ritrae il vecchio Speke Airport di Liverpool. L'aeroporto è famoso per la scena isterica di migliaia di fan durante il saluto per il ritorno in patria dei Beatles al culmine della cosiddetta Beatlemania. Abbandonata da tempo, la struttura è stata ormai abbattuta per fare spazio ad un hotel esclusivo a cinque stelle.

## Tracce
La versione dal vivo di Cigarettes & Alcohol fu registrata al G-MEX Exhibition Centre di Manchester il 14 dicembre 1997.
Sad Song comparve originariamente come traccia bonus dell'edizione vinile del disco d'esordio della band, Definitely Maybe, nonché nella versione giapponese del CD di Definitely Maybe.
La versione "Warchild" di Fade Away fu registrata nel settembre 1995 e inserita nel disco The Help Album; i proventi della vendita del disco furono devoluti all'assistenza dei bambini che soffrirono le conseguenze della guerra in Bosnia ed Erzegovina. La voce è di Noel, mentre alla chitarra c'è Johnny Depp, al tamburello Kate Moss e le seconde voci sono di Liam e Lisa Moorish, da cui Liam ebbe una figlia nel marzo 1998.
1. Don't Go Away
2. Cigarettes & Alcohol (live al G-MEX di Manchester, 14 dicembre 1997)
3. Sad Song
4. Fade Away [Warchild version]

## Formazione
- Liam Gallagher - voce, tamburello
- Noel Gallagher - chitarra solista, chitarra acustica, cori
- Paul Arthurs - chitarra ritmica, chitarra acustica
- Paul McGuigan - basso
- Alan White - batteria

### Altri musicisti
- Mike Rowe - pianoforte elettrico
- Nick Ingman - archi, ottoni